# Felix Endrich
Felix Endrich (* 5. Dezember 1921; † 31. Januar 1953 in Garmisch-Partenkirchen) war ein Schweizer Bobsportler und Olympiasieger.
Der für den Bob-Club Zürichsee startende Endrich nahm zweimal an Olympischen Spielen teil. 1948 wurde er bei den Olympischen Winterspielen in St. Moritz Olympiasieger im Zweierbob und Vierter im Viererbob. Bei den Olympischen Winterspielen 1952 in Oslo belegte er im Zweier- und Viererbob jeweils den vierten Platz.
Bei der Bob-Weltmeisterschaft 1947 fuhr im Viererbob noch als Hintermann von Fritz Feierabend zum WM-Titel, im Zweierbob belegte er zusammen mit seinem ständigen Beifahrer Fritz Waller den zweiten Platz. 1949 siegten Endrich und Waller bei der Weltmeisterschaft im Zweierbob. 1951 gewann Endrich mit Werner Spring Bronze. 1953 gewann er mit seinem Bremser Fritz Stöckli die Weltmeisterschaft im Zweierbob. Eine Woche nach dem Titelgewinn auf der Olympia-Bobbahn Rießersee verunglückte er dort tödlich, als er mit dem Viererbob aus der berüchtigten Bayernkurve geschleudert wurde. Endrich erlitt einen Genickbruch und starb auf dem Weg ins Krankenhaus.